# Atari Karts
Atari Karts — гоночная игра, похожая на Super Mario Kart для игровой приставки Atari Jaguar, изданная Atari Corporation и разработанная польской студией Miracle Designs. Это одна из последних игр для данной приставки.

## Техническое исполнение
Графика в игре, включавшая полноцветные фоны и трассы, а также присутствовавшие в игре холмы и долины, придававшие трассе третье измерение, делали её технически превосходящей Super Mario Kart.
Игра использует аппаратное масштабирование спрайтов. Задний фон состоит из 4 слоев, 3 из которых могут прокручиваться.

## Игровой процесс
Основной и единственный игровой режим — это серия кубков, основанная на очках. Играть можно на четырёх уровнях сложности, каждый из которых включает 3 кубка. Получив все кубки уровня сложности, игрок получает возможность состязаться с «боссом» данного уровня. После победы над боссом, его можно использовать в качестве игрового персонажа.
Трассы в игре не очень длинные, время прохождения каждой составляет от 1 до 2,5 минут. В игре присутствует несколько типов окружающей среды: другая планета, заснеженные долины, пляж, просёлочная дорога, замок, пустыня, Азия и вулканическая лава. Каждому из них соответствует своя цветовая схема, препятствия и саундтрек.
В игре присутствует однопользовательский режим и режим для двух игроков с разделением экрана.

## Восприятие
Игра получила смешанные оценки критиков: от низких до довольно высоких. Игру критиковали за отсутствие интересных пауэр-апов. Единственным пауэр-апом, дававшим возможность причинить вред другому игроку, был заменяющий направление его клавиш управления. Кроме того, столкновение со стеной иногда полностью останавливало карт, что весьма раздражало игроков на сложных трассах.

## Саундтрек
Игровая музыка была сочинена в 1994 году Fabrice Gillet в Protracker на Amiga. Он, как и те, кто создавал игровую графику, не включены в титры, которые показываются в конце игры. Игровое руководство говорит о них как о «Команде Miracle Designs».